# 蝎虎驼蹄瓣
蝎虎驼蹄瓣（学名：Zygophyllum mucronatum）是蒺藜科驼蹄瓣属的植物。分布在蒙古以及中国大陆的青海、内蒙古、宁夏等地，生长于海拔800米至3,000米的地区，见于冲积扇河流阶地、低山山坡、山前平原或黄土山坡，目前尚未由人工引种栽培。

## 别名
蝎虎霸王（中国沙漠植物志） 蝎虎草（甘肃） 念念（甘肃） 鸡大腿（宁夏中卫）